# New Corella
New Corella (Bayan ng New Corella) är en kommun i Filippinerna. Kommunen ligger på ön Mindanao, och tillhör provinsen Davao del Norte. Folkmängden uppgår till 44 590 invånare.

## Barangayer
New Corella är indelat i 20 barangayer.
| - Cabidianan - Carcor - Del Monte - Del Pilar - El Salvador - Limba-an - Macgum - Mambing - Mesaoy - New Bohol | - New Cortez - New Sambog - Patrocenio - Poblacion - San Roque - Santa Cruz - Santa Fe - Santo Niño - Suawon - San Jose |